# Neptosternus brevior
Neptosternus brevior är en skalbaggsart som beskrevs av Régimbart 1899. Neptosternus brevior ingår i släktet Neptosternus och familjen dykare. Inga underarter finns listade i Catalogue of Life.